# مونيكا ديفي
مونيكا ديفي (بالإنجليزية: Monika Devi) هي رباعة هندية، ولدت في 1 مارس 1983.

## روابط خارجية
- مونيكا ديفي على موقع اتحاد ألعاب الكومنولث (مؤرشف) (الإنجليزية)